# Série 070 a 097 da CP
A Série 070 a 097 foi um tipo de locomotiva a tracção a vapor, utilizada pela Companhia dos Caminhos de Ferro Portugueses.

## História
Esta série de locomotivas foi encomendada pela Companhia dos Caminhos de Ferro Portugueses durante a Primeira Guerra Mundial. As primeiras quinze unidades foram produzidas pela empresa suíça Société Suisse pour le Constrution de Locomotives et Machines, de Winterthur, e vieram em duas fases, tendo as locomotivas 071 a 075 vindo em 1916, e as 076 a 085 em 1920. Foram encomendadas para servir especificamente no serviço tranvia entre Lisboa-Rossio e Sintra, via Túnel do Rossio. Estas foram as únicas locomotivas de via larga portuguesa a serem construídas na Suíça, tendo sido desenhadas pelo engenheiro norueguês Olaf Kjelsberg, que era o director técnico da Société Suisse.
Outras doze locomotivas foram fabricadas pela firma alemã Henschel & Sohn, e vieram para Portugal como parte das reparações de guerra alemãs, tendo entrado ao serviço da Companhia em 1929.

### Locomotiva n.º 070
Nos finais de Abril de 1944, iniciou-se a construção da locomotiva 070, que foi concluída em 3 de Dezembro do mesmo ano, demorando cerca de sete meses. Foi construída nas Oficinas Gerais de Lisboa, tendo o número de horas de trabalho sido de quase setenta mil, e empregado 450 operários; a sua construção foi dirigida por Pedro de Brion, engenheiro-chefe da Divisão de Material e Tracção, auxiliado pelos engenheiros Horta e Costa e Vasco Viana. De forma a acelerar o fabrico, foi empregada uma caldeira que estava sobressalente, que seria substituída por uma nova, quando chegassem os materiais necessários, vindos do estrangeiro. Nos valores da época, o custo total da locomotiva foi inferior a 890.000 escudos, cerca de 25% mais dispendiosas do que as últimas locomotivas desta série que foram encomendadas.
Foi oficialmente inaugurada em 6 de Fevereiro de 1945, numa cerimónia realizada nas Oficinas Gerais, à qual assistiram o Ministro das Obras Públicas, Cancela de Abreu, o subsecretário de estado das Obras Públicas, vários membros da imprensa, representantes de vários sindicatos ferroviários, e os constituintes do Conselho de Administração da Companhia. A cerimónia consistiu numa descrição da locomotiva, pelo engenheiro Pedro de Brion, seguida de discursos do administrador Fausto de Figueiredo e do Ministro das Obras Públicas; em seguida, realizou-se o corte de fita, após o qual a máquina se colocou em movimento, entrando oficialmente ao serviço.
Esta locomotiva seria, posteriormente, reparada e conservada em Cascais.

### Locomotiva n.º 072
A n.º 072 desta série encontra-se parquada numa via de resguardo na estação de Gaia desde a década de 1990 em estado de progressiva degradação, junta com cinco outras locomotivas a vapor de outras séries.

## Lista de material
| №   | : | a           | observações            |
| --- | - | ----------- | ---------------------- |
| 070 | ☑︎ | [ quando? ] | Entroncamento (museu)  |
| 071 | ✖︎ | <1974       | [ onde? ]              |
| 072 | ⛛︎ | ~1995       | Gaia                   |
| 073 | ✖︎ | <1974       | [ onde? ]              |
| 074 | ✖︎ | >1974       | [ onde? ]              |
| 075 | ✖︎ | >1974       | [ onde? ]              |
| 076 | ✖︎ | <1974       | [ onde? ]              |
| 077 | ✖︎ | >1974       | [ onde? ]              |
| 078 | ✖︎ | <1974       | [ onde? ]              |
| 079 | ✖︎ | >1974       | [ onde? ]              |
| 080 | ✖︎ | >1974       | [ onde? ]              |
| 081 | ✖︎ | >1974       | [ onde? ]              |
| 082 | ✖︎ | >1974       | [ onde? ]              |
| 083 | ✖︎ | >1974       | [ onde? ]              |
| 084 | ✖︎ | >1974       | [ onde? ]              |
| 085 | ✖︎ | <1974       | [ onde? ]              |
| 086 | ✖︎ | >1974       | [ onde? ]              |
| 087 | ✖︎ | >1974       | [ onde? ]              |
| 088 | ✖︎ | >1974       | [ onde? ]              |
| 089 | ✖︎ | >1974       | [ onde? ]              |
| 090 | ✖︎ | >1974       | [ onde? ]              |
| 091 | ✖︎ | >1974       | [ onde? ]              |
| 092 | ✖︎ | <1974       | [ onde? ]              |
| 093 | ✖︎ | >1974       | [ onde? ]              |
| 094 | ☒︎ | [ quando? ] | Entroncamento (jardim) |
| 095 | ✖︎ | >1974       | [ onde? ]              |
| 096 | ✖︎ | <1974       | [ onde? ]              |
| 097 | ✖︎ | >1974       | [ onde? ]              |

| :  | qt. | estado                  |
| -- | --- | ----------------------- |
| ☑︎  | 1   | musealizada, funcional  |
| ☒︎  | 2   | musealizadas, estáticas |
| ⛛︎  | 1   | abatida                 |
| ✖︎  | 25  | demolidas               |
| 28 | 28  | (total)                 |

## Descrição
Esta série era composta por 28 locomotivas-tanque a vapor, numeradas de 070 a 097. Eram consideradas as locomotivas a vapor mais equilibradas em Portugal, tinham sido originalmente preparadas para rebocar os comboios tranvias na Linha de Sintra, mas chegaram a fazer todo o tipo de serviços, dentro das suas capacidades. Prestaram sobretudo serviços suburbanos e tranvias em Lisboa. Após a electrificação das linhas férreas da capital, transitaram para outras zonas, nomeadamente o Barreiro e Campanhã, e posteriormente, Contumil. Também foram responsáveis por rebocar o Sud Expresso, e os comboios entre Coimbra e a Figueira da Foz, e comboios regionais no Ramal de Lagos.
Cada locomotiva contava com uma potência de cerca de 1000 Cv, podendo atingir os 80 km/h, e rebocar comboios de carga até 700 toneladas.

## Ficha técnica

### Características gerais
- Tipo de locomotiva: Tanque[1]
- Número de unidades construídas: 27 (070 a 097)[1]
- Fabricante: Henschel & Sohn[6][8] e SLM Winterthur[1][10]
- Entrada ao serviço: 1916 a 1945[2]
- Potência: 1000[2]
- Velocidade máxima: 80 km/h[2]